# Page Two
Page Two – drugi minialbum południowokoreańskiej grupy Twice, wydany 25 kwietnia 2016 roku JYP Entertainment i dystrybuowany przez Genie Music. Ukazał się w dwóch edycjach „Pink” i „Mint”. Sprzedał się w nakładzie 226 061 egzemplarzy w Korei Południowej (stan na wrzesień 2017 r.). Płytę promował singel „Cheer Up” skomponowany przez Black Eyed Pilseung.

## Lista utworów
| Nr | Tytuł                                                 | Słowa                                 | Kompozycja                                                                            | Aranżacja               | Czas |
| -- | ----------------------------------------------------- | ------------------------------------- | ------------------------------------------------------------------------------------- | ----------------------- | ---- |
| 1. | "CHEER UP"                                            | Sam Lewis                             | Black Eyed Pilseung                                                                   | Rado                    | 3:28 |
| 2. | "Precious Love" (kor. 소중한 사랑 Sojunghan Sarang)   | J. Y. Park "The Asiansoul", Chaeyoung | J. Y. Park "The Asiansoul"                                                            | Hong Ji-sang            | 3:51 |
| 3. | "Touchdown"                                           | Mafly                                 | Krissie Karlsson, Karl Karlsson, Nicki Karlsson, EJ Show (Zoobeater Sound)            | The Karlsson's, EJ Show | 3:23 |
| 4. | "Tuk Tok" (툭하면 톡; Tukhamyeon Tok)                 | Kim Min-ji (Jam Factory)              | Choi Jin-suk, Ronald "AV" Ndlovu, Emmanuel Jimenez, Courtney Woolsey, Stacy Hebert    | Choi                    | 3:17 |
| 5. | "Woohoo"                                              | Glory Face, Jinri                     | Glory Face                                                                            | Glory Face              | 3:22 |
| 6. | "My Headphones On" (kor. Headphone 써 Headphone Sseo) | Kim Eun-soo                           | Didrik Thott, Niclas Kings, Ylva Dimberg                                              | Kings                   | 3:17 |
| 7. | "I'm gonna be a star" (bonus, wer. CD)                | Park, Olltii                          | Park, Frants, The Vanderveers (Ebony Rae Vanderveer and Bruce "Automatic" Vanderveer) | Park, Frants            | 3:18 |

## Notowania
| Lista                     | Pozycja |
| ------------------------- | ------- |
| Gaon Weekly Album Chart   | 2       |
| Gaon Monthly Album Chart  | 3       |
| Gaon Yearly Album Chart   | 13      |
| Oricon Weekly Album Chart | 16      |
| Billboard World Albums    | 15      |
| Five Music (Tajwan)       | 1       |